# 구노촌 (시즈오카현)
구노촌(일본어: 久能村)은 일본 시즈오카현의 중부, 우도군 아베군에 속했던 촌이다. 현재의 시즈오카시 스루가구 구노잔 동조궁의 주변에서 서쪽 일대에 해당한다.

## 역사
- 1889년 4월 1일 - 정촌제 시행에 의해 우도군 구노촌이 성립하였다.
- 1896년 4월 1일 - 군제 시행에 의해 아베군 구노촌이 되었다.
- 1934년 10월 1일 - 시즈오카시에 편입해, 동일 구노촌은 폐지되었다.
- 2005년 4월 1일 - 시즈오카시가 정령지정도시로 승격해 구촌은 스루가구가 되었다.

## 참고 문헌
- 角川日本地名大辞典編纂委員会,『角川日本地名大辞典 22 静岡県』, 角川書店, 1978年, ISBN 4040012208